# اريك مور (لاعب كرة قدم أمريكية أمريكي)
اريك مور (بالإنجليزية: Eric Moore)‏ هو لاعب كرة قدم أمريكية أمريكي، ولد في 28 فبراير 1981.

## وصلات خارجية
- اريك مور على موقع مرجع كرة القدم المحترفة.كوم (الإنجليزية)